# Bede Amarachi Osuji
Bede Amarachi Osuji (21 gennaio 1996) è un calciatore nigeriano, attaccante del Manisa.

## Carriera
Ha giocato nella massima serie slovena.

## Palmarès

### Club

#### Competizioni nazionali
- Coppa di Slovenia: 2

Gorica: 2013-2014
Koper: 2021-2022